# Notacja Denavita-Hartenberga
Notacja Denavita-Hartenberga wprowadzona została do robotyki w celu uproszczenia opisu „mechanicznych ramion”. W uproszczeniu przedstawia ona sposób na przejście od początku do końca układu połączonych ze sobą obiektów (które mogą być liniami prostymi, prostopadłościanami itp.).
Przykład:

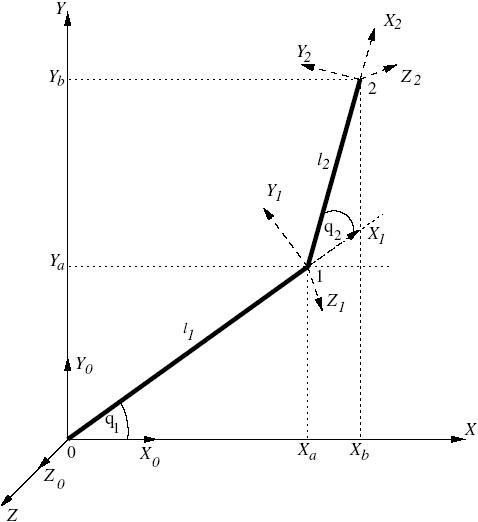
Notacja Denavita-Hartenberga dla wahadła podwójnego

Na rysunku przedstawione zostało podwójne wahadło. Notacja Denavita-Hartenberga pozwala opisać sposób przemieszczenia się z punktu zaczepienia pierwszego wahadła (punktu 0), do punktu zaczepienia drugiego ramienia (punktu 1). W notacji Denavita-Hartenberga przedstawia się to jako:
{\displaystyle RotZ(q_{1})TrX(l_{1})RotZ(q_{2})TrX(l_{2}),}
gdzie:
{\displaystyle RotZ} oraz {\displaystyle TrX} są symbolami macierzy transformacji elementarnych,
{\displaystyle q_{1},q_{2}} określają kąt o jaki obrócone są wahadła,
{\displaystyle l_{1},l_{2}} są długością wahadeł.
Notacja ta pozwala za pomocą macierzy przedstawić algorytm przemieszczenia, umożliwiający wyznaczenie zależności położenia punktu końcowego od położenia punktów pośrednich.
W robotyce jednym ze sposobów wyznaczenia położenia poszczególnych ogniw manipulatora jest użycie notacji Denavita-Hartenberga (D-H). Metoda ta jest bardzo prosta w zastosowaniu oraz w implementacji w programie komputerowym i pozwala opisać prawie każdy otwarty łańcuch kinematyczny. W celu zastosowania tej metody na początku wyznacza się macierze przejścia pomiędzy kolejnymi elementami łańcucha. W ogólności pojedyncza macierz transformacji z układu {\displaystyle A_{i-1}} w {\displaystyle A_{i}} przedstawiona jest jako
{\displaystyle A_{i-1}^{i}=RotZ(\theta _{i})TranZ(d_{i})TranX(a_{i})RotX(\alpha _{i}),}
gdzie:
{\displaystyle a_{i},d_{i},\alpha _{i}} – parametry geometryczne,
{\displaystyle \theta _{i}=q_{i}} – zmienna przegubowa
dla przegubu obrotowego oraz
{\displaystyle \theta _{i},a_{i},\alpha _{i}} – parametry geometryczne,
{\displaystyle d_{i}=q_{i}} – zmienna przegubowa
dla przegubu przesuwnego. Symbole RotZ, TranZ, TranX oraz RotX oznaczają elementarne macierze transformacji.
Złożenie transformacji {\displaystyle A_{i-1}^{i}} dla całego łańcucha kinematycznego pozwala wyznaczyć odwzorowanie K: {\displaystyle \mathbb {Q} \to \mathbb {SE} (3)}
{\displaystyle K(q)=A_{0}^{N}(q)=\prod _{i=1}^{N}A_{i-1}^{i}(q_{i}),\quad q=(q_{1},q_{2},\dots ,q_{N})^{T}\in \mathbb {Q} ,}
gdzie:
{\displaystyle \mathbb {Q} } – symbol przestrzeni współrzędnych wewnętrznych,
{\displaystyle q} – wektor współrzędnych wewnętrznych,
{\displaystyle \mathbb {SE} (3)} – symbol specjalnej grupy euklidesowej.
Kinematyka manipulatora ma postać
{\displaystyle K(q)={\begin{bmatrix}R(q)&T(q)\\0&1\end{bmatrix}},}
gdzie wektor {\displaystyle T(q)} określa położenie efektora wyrażone w bazowym układzie współrzędnych, natomiast macierz {\displaystyle R(q)} określa jego orientację w przestrzeni również wyrażoną w bazowym układzie współrzędnych.